# Boursonne
Boursonne é uma comuna francesa na região administrativa de Altos da França, no departamento de Oise. Estende-se por uma área de 3,44 km². Em 2010 a comuna tinha 317 habitantes (densidade: 92,2 hab./km²).